# Håkon Austad
Håkon Austad (né le 5 mars 1979 à Lier) est un coureur cycliste norvégien, spécialiste du VTT.

## Biographie
Spécialisé dans les épreuves de cross-country en VTT, il devient champion d'Europe juniors (moins de 19 ans) en 1996 et espoirs (moins de 23 ans) en 1999. Il est également médaillé de bronze aux mondiaux juniors en 1996. Au total, il remporte deux médailles d'or et une d'argent aux championnats d'Europe, une médaille de bronze mondiales et six médailles d'or aux championnats nationaux.
Il était l'un des espoirs de médaille de la Norvège avant les Jeux olympiques de 2000. Cependant, avant les Jeux, il apprend qu'il a une teneur en fer trop faible dans son sang et doit lui-même se faire des seringues à haute teneur en fer, ce qui entraîne la fin de sa carrière. Un problème qu'a également connu sa compatriote  Gunn-Rita Dahle Flesjå. 
En 2009, il fait son retour sur le calendrier national de VTT.

## Palmarès en VTT

### Championnats du monde
- Cairns 1996
  -  Médaillé de bronze du cross-country juniors

### Championnats d'Europe
- Bassano del Grappa 1996
  -  Champion d'Europe de cross-country juniors
- Porto de Mós 1999
  -  Champion d'Europe de cross-country espoirs
- Rhenen 2000
  -  Médaillé d'argent du cross-country espoirs

### Championnats nationaux
- 1999
  -  Champion de Norvège de cross-country
- 2002
  -  Champion de Norvège de cross-country
- 2004
  -  Champion de Norvège de cross-country
- 2006
  -  Champion de Norvège de cross-country marathon
- 2007
  -  Champion de Norvège de cross-country
- 2009
  - 3e du cross-country
- 2011
  - 3e du cross-country
- 2012
  -  Champion de Norvège de cross-country
  - 2e du cross-country marathon